# Osmia difficilis
Osmia difficilis är en biart som beskrevs av Ferdinand Morawitz 1875. Den ingår i släktet murarbin och familjen buksamlarbin. Inga underarter finns listade i Catalogue of Life.

## Beskrivning
Osmia difficilis har en mattsvart grundfärg. Honan har blek behåring som på bukens undersida mörknar till orange. Hos hanen är ansiktsbehåringen tät, lång och vit, medan den är gulaktig på mellankroppen. Honan är omkring 11 mm lång, hanen omkring 13 mm.

## Utbredning
Utbredningsområdet omfattar Ryssland, Turkiet, Azerbajdzjan, Kazakstan, Kirgizistan, Tadzjikistan, Uzbekistan, Israel, Palestina och Iran.

## Ekologi
Arten är troligtvis oligolektisk på familjen ärtväxter, i synnerhet vedlar. En rapport har dock även funnit arten på kransblommiga växter, närmare bestämt syskor.
Som alla murarbin är arten solitär (icke-social), den har inga kaster, utan honan ansvarar själv för avkommans omsorg. Larvboet är dock av en litet ovanligare typ, även om liknande typer förekommer hos en del andra murarbin: I lös sand- eller grusjord gräver hon ner små krukformade celler som innehåller ett ägg vardera. Cellen, som grävs ner till ett djup av ungefär 4 cm, är gjord av tuggat löv, 15 mm lång och 8 mm vid på det bredaste stället.